# Sohail Khan
Sohail Khan (Bombay, 20 december 1970) is een Indiaas acteur, filmregisseur en filmproducent die voornamelijk in de Hindi filmindustrie werkt.

## Biografie
Sohail Khan is de zoon van de bekende scenarioschrijver Salim Khan en broer van de acteurs Salman Khan en Arbaaz Khan.
Hij startte zijn carrière in 1997 als regisseur van Auzaar met zijn broer Salman Khan in de hoofdrol. De twee jaren daarna regisseerde hij zijn beide broers in Pyaar Kiya To Darna Kya en Hello Brother. In 2002 maakte hij zijn debuut voor de camera in Maine Dil Tujhko Diya die hij zelf geschreven, geregisseerd en geproduceerd had.

## Filmografie

### Films
| Jaar | Film                             | Rol                        | Opmerking                         |
| ---- | -------------------------------- | -------------------------- | --------------------------------- |
| 1997 | Auzaar                           |                            | regisseur                         |
| 1998 | Pyaar Kiya To Darna Kya          |                            | producent, schrijver en regisseur |
| 1999 | Hello Brother                    |                            | producent, schrijver en regisseur |
| 2002 | Maine Dil Tujhko Diya            | Ajay                       | producent, schrijver en regisseur |
| 2003 | Darna Mana Hai                   | Karan                      |                                   |
| 2003 | Anubhav: An Experience           | Jaikishan                  |                                   |
| 2004 | Lakeer – Forbidden Lines         | Karan Rana                 |                                   |
| 2004 | I Proud to Be an Indian          | I                          | producent                         |
| 2004 | Krishna Cottage                  | Manav/ Amar Khanna         |                                   |
| 2005 | Lucky: No Time for Love          |                            | producent                         |
| 2005 | Maine Pyaar Kyun Kiya?           | Pyare Mohan                | producent                         |
| 2006 | Fight Club - Members Only        | Sameer Kapoor              | producent en schrijver            |
| 2006 | Aryan                            | Aryan Verma                |                                   |
| 2006 | Family — Ties of Blood           |                            | gastoptreden                      |
| 2007 | Partner                          |                            | producent                         |
| 2007 | Salaam-e-Ishq: A Tribute to Love | Ram Dayal                  |                                   |
| 2008 | Jaane Tu... Ya Jaane Na          | Bagheere                   |                                   |
| 2008 | God Tussi Great Ho'              | Rakesh Sharma              | producent                         |
| 2008 | Hello                            | Varun Anand/ Vroom/ Victor |                                   |
| 2008 | Heroes                           | Sameer Suri                |                                   |
| 2009 | Team - The Force                 | Raj                        |                                   |
| 2009 | Kissan                           | Jiggar Singh               | producent en schrijver            |
| 2009 | Main Aurr Mrs Khanna             | Aakash                     | producent                         |
| 2009 | Do Knot Disturb                  | Diesel                     |                                   |
| 2010 | Veer                             | Poonam Singh               |                                   |
| 2010 | Raakh                            | Karan                      |                                   |
| 2011 | Ready                            |                            | producent                         |
| 2014 | Jai Ho                           |                            | producent en regisseur            |
| 2016 | Freaky Ali                       |                            | producent en regisseur            |
| 2017 | Tubelight                        | Bharat Singh Bisht         |                                   |
| 2018 | Loveyatri                        | Bhavish                    | cameo                             |
| 2019 | Dabangg 3                        | Rohit Sharma               | gastoptreden                      |
| 2020 | Radhe                            |                            | producent                         |
| 2025 | Arjun Son Of Vyjayanthi          | Pathaan                    | Telugu film                       |

### Televisie en Webseries
| Jaar      | Programma/ Serie                       | Rol             | Platform |
| --------- | -------------------------------------- | --------------- | -------- |
| 2011–2018 | Comedy Circus                          | jurylid         |          |
| 2017      | Chhote Miyan Dhakad                    | jurylid         |          |
| 2017      | Super Night with Tubelight             | gast            |          |
| 2020      | Fabulous Lives of Bollywood Wives (S1) | zichzelf        | Netflix  |
| 2023      | Bigg Boss 17                           | gastpresentator |          |